# Lucas Saatkamp
Lucas Saatkamp (Colinas, 6 de março de 1986), mais conhecido por seu apelido Lucão, é um jogador de voleibol brasileiro que atua na posição de central pela seleção brasileira e pelo Sada Cruzeiro.

## Carreira

### Clube
De origem alemã, Lucão começou sua carreira esportiva praticando basquetebol. Quando estava no primeiro ano do ensino médio, viu sua equipe de basquetebol do Colégio Martin Luther ser extinta e precisou migrar para outro esporte para continuar usufruindo da sua bolsa de estudos; foi quando começou a praticar voleibol. Sem pretensões de ser atleta profissional, Lucão usava o esporte para alcançar os objetivos no estudo. Foi assim no Grêmio Náutico União, onde jogou para conseguir fazer o cursinho pré-vestibular e também na Ulbra, onde pretendia cursar biologia.
Seu primeiro time profissional foi a ULBRA, clube de sua cidade natal, onde jogou por três anos. Em 2007, mudou-se para a cidade de Florianópolis, em Santa Catarina, para atuar no CIMED Florianópolis. Ao lado do levantador Bruninho, foi tricampeão da Superliga e campeão sul-americano de clubes. Em 2010 o gaúcho se transferiu para o Vôlei Futuro onde conquistou o título do Campeonato Paulista e nas duas temporadas seguinte atuou pelo RJX Vôlei. Com a equipe carioca conquistou os títulos do Campeonato Carioca de 2012 e 2013, o terceiro lugar no Campeonato Sul-Americano de Clubes e a Superliga de 2012–13 após vencer na final única, por 3 sets a 1, o atual campeão Sada Cruzeiro.
Na temporada seguinte, após uma crise financeira atingir o clube carioca, o central assinou um contrato de dois anos com o SESI-SP, se tornando o jogador mais bem pago da Superliga na referida temporada. Com o clube da capital paulista o central conquistou um título do Campeonato Paulista além de dois vice-campeonatos da Superliga.
Em 2015, Lucão teve sua primeira experiência internacional após assinar contrato com o Modena, time da primeira divisão do Campeonato Italiano. Atuando apenas por uma temporada pelo clube italiano, o central conquistou todos os títulos nacionais possíveis: o Campeonato Italiano de 2015–16, a Copa Itália de 2015–16 e a Supercopa Italiana de 2015.
Em 2016 voltou para o Brasil para representar as cores do SESI-SP pela segunda vez, onde foi vice-campeão da Superliga além dos dois vice-campeonatos da Copa do Brasil nas duas temporadas subsequentes em que atuou pelo clube. Em 2018 se transferiu para o Taubaté. Pela equipe do Vale do Paraíba, sagrou-se campeão do Troféu Super Vôlei de 2020, da Supercopa de 2020 e das Superligas de 2018–19 e 2020–21, totalizando seis troféus nacionais em seu currículo.
Na temporada 2021–22 foi campeão do Campeonato Paulista e ficou com o vice-campeonato da Copa do Brasil após derrota para o Minas Tênis Clube por 3 sets a 0. No final da temporada, o central já havia acertado um acordo de transferência para vestir a camisa do Sada Cruzeiro pela primeira vez em sua carreira. Em 2022, foi anunciado oficialmente pela equipe de Minas Gerais.

### Seleção
Pelas categorias de base, Lucão foi vice-campeão do Campeonato Mundial Sub-21 de 2005, após perder a disputa do título para a seleção russa por 3 sets a 0. Estreou na seleção adulta brasileira pela Copa América de 2007, onde foi vice-campeão e premiado como melhor sacador do torneio. 
Em 2009 subiu no lugar mais alto do pódio pela primeira vez na Liga Mundial, além do título Sul-Americano e da Copa dos Campeões. No ano seguinte conquistou o último título da seleção pela Liga Mundial, após vitória sobre a seleção russa. Em outubro do mesmo ano, se sagrou campeão mundial após vencer a seleção cubana por 3 sets a 0, marcando 6 pontos na final única do Campeonato Mundial de 2010. No ano seguinte conquistou novamente mais um título Sul-Americano, o vice-campeonato da Liga Mundial e o terceiro lugar na Copa do Mundo.
Em 2012, fez sua estreia em Jogos Olímpicos, ficando com a medalha de prata nos Jogos Olímpicos de Londres após derrota para a seleção russa por 3 sets a 2. Em 2013 amargurou mais um vice-campeonato da Liga Mundial após derrota para a seleção russa. No mesmo voltou a conquistar mais um título do Campeonato Sul-Americano e da Copa dos Campeões. No ano seguinte o central foi vice-campeão na 25ª edição da Liga Mundial e da 18ª edição do Campeonato Mundial, realizado na Polônia. Em 2015 conquista novamente mais um título do Campeonato Sul-Americano.

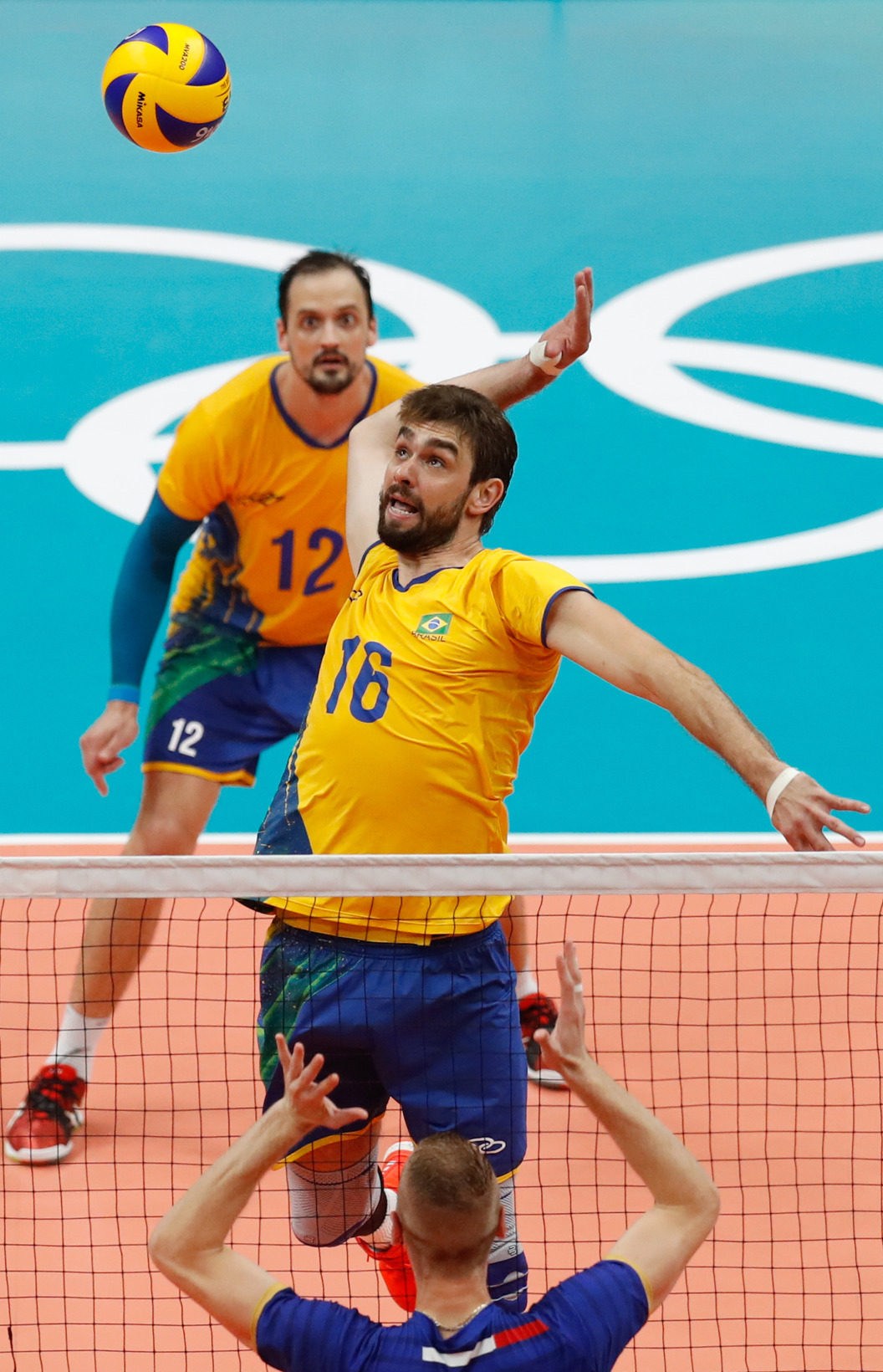
Lucão em partida contra a França nos Jogos Olímpicos de 2016.

Em 2016, viu a chance de conquistar mais um título da Liga Mundial ser desperdiçada após sofrer uma derrota por 3 a 0 para a seleção da Sérvia.
Nos Jogos Olímpicos do Rio se sagrou campeão olímpico derrotando a seleção italiana na final, marcando 7 pontos sendo 6 de ataque de 1 de bloqueio. Em 2017, na última edição da Liga Mundial, realizado em Curitiba, foi derrotado pela seleção francesa e novamente ficou com a medalha de prata. Completou o ano levantando as taças do Campeonato Sul-Americano e da Copa dos Campeões.
Em 2018, ficou em quarto lugar na Liga das Nações após perder a disputa pela medalha de bronze para a seleção norte-americana. Em setembro do mesmo ano foi novamente vice-campeão mundial após ser derrotado pela seleção polonêsa no Campeonato Mundial, sendo premiado como um dos melhores centrais do torneio. No ano seguinte voltou a perder a disputa pela medalha de bronze, na segunda edição da Liga das Nações, para a seleção polonesa. Logo após, participou do Torneio Hubert Jerzeg Wagner, torneio amistoso anual sediado na Polônia. Na ocasião, a seleção brasileira venceu a seleção finlandesa, sérvia e a seleção anfitriã e conquistou o torneio. No final do mesmo ano conquistou a Copa do Mundo após vencer todas as 11 partidas disputadas.
Em 2021 conquistou o único título que faltava para a seleção brasileira. Após perder o primeiro set por 25 a 22, fechou o placar em 3 sets a 1, marcando 7 pontos na partida e levantou a taça da Liga das Nações de 2021. Em sua terceira participação olímpica, não subiu ao pódio pela primeira vez ao ser derrotado pela seleção argentina na disputa da medalha de bronze nos Jogos Olímpicos de Tóquio. Em setembro do mesmo ano sagrou-se campeão do Campeonato Sul-Americano pela sexta vez em sua carreira.
Em 2022 conquistou a inédita medalha de bronze com a seleção brasileira ao derrotar a seleção eslovena por 3 sets a 1.

## Vida pessoal
Lucas Saatkamp é casado com Beatriz Casagrande com quem tem dois filhos: Théo e Maya. Bruninho, seu companheiro de quadras, é padrinho de Théo, nascido em 2016.
No futebol, Lucão torce para o Grêmio.

## Controvérsias
Em 18 de janeiro de 2023, a Federação Internacional de Voleibol (FIVB) aplicou uma multa de quatro jogos ao central devido a um gesto obsceno praticado pelo atleta no pódio durante a premiação do Campeonato Mundial de 2022. Além da suspensão, Lucão também foi penalizado com uma multa de cerca de 30 mil reais.
Essa foi a segunda vez que o central foi punido pelo mesmo motivo. Após cometer gestos obscenos no pódio da Copa do Mundo de 2019, onde a seleção brasileira sagrou-se campeã pela terceira vez, Lucão cumpriu suspensão de três jogos na Liga das Nações.

## Clubes
| Anos      | Clube                  |
| --------- | ---------------------- |
| 2004–2007 | Ulbra/Canoas           |
| 2007–2009 | Cimed/Malwee           |
| 2009–2010 | Vôlei Futuro/Araçatuba |
| 2011–2013 | RJX/Grupo EBX          |
| 2013–2015 | SESI-SP                |
| 2015–2016 | DHL Modena             |
| 2016–2018 | SESI-SP                |
| 2018–2021 | EMS Taubaté Funvic     |
| 2021–2022 | Vôlei Renata           |
| 2022–     | Sada Cruzeiro Vôlei    |

## Títulos
Cimed Florianópolis
- Campeonato Sul-Americano: 2009
- Campeonato Brasileiro: 2007–08, 2008–09, 2009–10
- Campeonato Catarinense: 2009, 2010

Vôlei Futuro
- Campeonato Paulista: 2010

RJX
- Campeonato Brasileiro: 2012–13
- Campeonato Carioca: 2011, 2012

SESI-SP
- Campeonato Paulista: 2013

Modena
- Campeonato Italiano: 2015–16
- Copa Itália: 2015–16
- Supercopa Italiana: 2015

Funvic Taubaté
- Campeonato Brasileiro: 2018–19
- Campeonato Paulista: 2020
- Supercopa Brasileira: 2020
- Troféu Super Vôlei: 2020

Vôlei Renata
- Campeonato Paulista: 2021

Sada Cruzeiro
- Mundial de Clubes: 2024
- Campeonato Brasileiro: 2022–23
- Copa Brasil: 2024
- Campeonato Mineiro: 2022, 2024
- Supercopa Brasileira: 2022, 2024

## Prêmios individuais
- 2007: Copa América – Melhor sacador
- 2013: Superliga – Melhor sacador
- 2013: Campeonato Sul-Americano de Clubes – Maior pontuador
- 2013: Liga Mundial – Melhor bloqueador
- 2014: Liga Mundial – Melhor central
- 2017: Copa dos Campeões – Melhor central
- 2018: Campeonato Mundial – Melhor central
- 2019: Superliga – Melhor central
- 2019: Copa do Mundo – Melhor central
- 2020: Campeonato Paulista – Melhor central
- 2021: Superliga – Melhor central
- 2024: Mundial de Clubes – Melhor central
- 2025: Sul-Americano de Clubes – 2° Melhor Central